# Jean-Baptiste Janssens

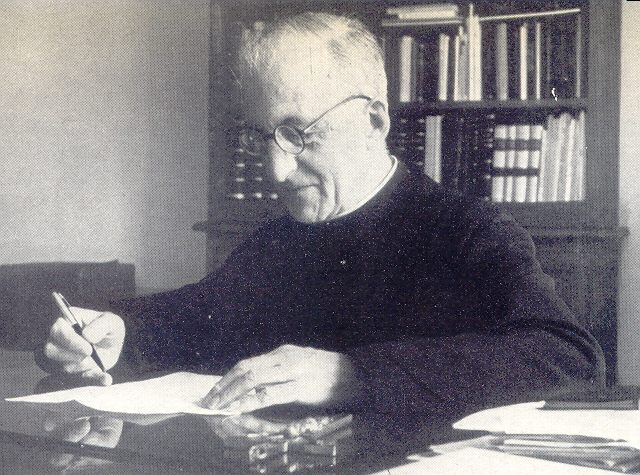
Jean-Baptiste Janssens

Jean-Baptiste Janssens (Mechelen, 22 december 1889 - Rome, 5 oktober 1964) S.J. was een Belgisch jezuïet. Hij was van 1946 tot zijn overlijden de 27ste generaal-overste van de Societas Jesu.

## Opleidingsjaren
Janssens volgde secundair onderwijs aan het Sint-Jozefscollege in Hasselt en behaalde de kandidatuur in de filosofie en de klassieke filologie aan de Facultés Universitaires Saint-Louis (1905-1907).
Hij trad in het jezuïetennoviciaat in de abdij van Drongen op 23 september 1907. Hij studeerde vervolgens aan de Katholieke Universiteit Leuven en behaalde in 1914 het doctoraat in de rechten. Daarop volgde de studie in de theologie aan dezelfde universiteit. In 1919 werd hij tot priester gewijd. Van 1921 tot 1923 studeerde hij aan de Pauselijke Universiteit Gregoriana in Rome en behaalde er een doctoraat in het kerkelijk recht.
Na een korte studieperiode in Constantinopel keerde hij terug naar Leuven om kerkelijk recht te doceren aan het theologaat van de orde. Hij werd rector van dit theologaat in 1929. Hij nam deel aan de oprichting van het Museum Lessianum, bibliotheek van theologische publicaties. Gegeven dat het studiehuis bevolkt was met studenten-jezuïeten van 26 nationaliteiten, werd het rectoraat van de veeltalige rector de aanzet voor zijn grote internationale bekendheid, in de eerste plaats binnen de Sociëteit.
Van 1935 tot 1938 was hij instructeur voor het 'Derde Jaar', het jezuïetenmodel voor de voltooiing van de spirituele opleiding van de religieuzen van de orde.
Hij werd provinciaal overste van de Belgische jezuïetenprovincie in 1938. In 1939 volbracht hij een lange reis doorheen Belgisch-Congo om er de jezuïetenmissies te bezoeken en te evalueren.
Tijdens de Tweede Wereldoorlog bood hij aan een aantal Joodse kinderen een schuilplaats aan in het provinciehuis van de jezuïeten in Brussel.
Hij werd hiervoor na de oorlog door de staat Israël geëerd als Rechtvaardige onder de Volkeren.
Na het overlijden van Wladimir Ledóchowski op 13 december 1942 kwam de door hem aangeduide vicaris generaal Ambroise Magni aan de leiding. Toen die 16 maanden later stierf, verkozen de in Rome aanwezige jezuïeten een nieuwe vicaris generaal in de persoon van de Fransman Norbert de Boynes. Hij leidde de orde de volgende drie jaar, zoals voorzien was in het document dat Ledóchowski voor zijn overlijden had opgemaakt.

## Generaal overste
Een Generale Congregatie vond plaats van 6 september tot 23 oktober 1946. Op 15 september werd Jean-Baptiste Janssens bij de eerste stemronde en met een grote meerderheid verkozen tot generaal-overste van de orde die toen 28.839 leden telde waaronder 14.372 priesters.
Van de negen basisbrieven die hij aan zijn medebroeders stuurde tijdens zijn generalaat, was vooral zijn schrijven van 10 oktober 1949 met Instructies over het Sociaal Apostolaat van grote invloed op de jezuïeten, die traditioneel veel aandacht hadden voor de opleiding van de elites en de machthebbers. Hij vroeg hun meer aandacht te hebben voor de sociale realiteit en de sociale taken van de kerk.
De missies kenden grote uitbreiding, met sterke steun van de generaal die hieraan in 1959 een van zijn basisbrieven wijdde. Japan stelde zich open voor buitenlandse invloeden en de jezuïeten bekommerden zich om de universiteit Sophia in Tokio. Anderzijds sloot communistisch China zijn deuren voor de katholieke missionarissen. De jezuïeten trokken naar Zuid-Korea (1955), Zambia (1956), Honduras (1957), Indië, Indonesië en andere landen van Afrika en Zuid-Amerika.

## Crisis en disputen
Het was Janssens die in 1948, vrezend voor Pauselijke actie, met de Franse jezuïet Pierre Teilhard de Chardin een publicatiestop afsprak. Vrienden van Teilhard die na diens overlijden in 1955 alsnog zijn manuscripten publiceerden, zagen de werken in 1962 een vermaning van de Congregatie voor de Geloofsleer oplopen.
De encycliek 'Humani Generis' van Pius XII (1950), veroorzaakte een crisis binnen de Sociëteit, vooral in Frankrijk. Verschillende theologen, vooral in Frankrijk (Henri Bouillard, Henri de Lubac, etc) moesten het onderwijs verlaten. De 'nieuwe theologie' was verdacht. Janssens stuurde een brief rond met instructies over' het opvolgen van de encycliek, met aanduiding van wat moest worden onderwezen en wat moest worden vermeden. Het kwam er vooral op aan naar een meer traditionele thomistische theologie terug te keren.
Janssens onderhield uitstekende relaties met paus Pius XII. Verschillende jezuïeten werden heilig verklaard: Jan de Britto en Bernardino Realino (1947), en Joseph Pignatelli (1954).
De maatregelen die hij nam om interventies en veroordelingen vanwege het Heilig Officie te vermijden, en de onderrichtingen die hij gaf (onder meer in de crisis rond de priester-arbeiders) waarbij hij sterk de nadruk legde op de gehoorzaamheid aan het magisterium van de Kerk, verwierven hem een reputatie van rigide strengheid.
In 1957 riep hij de 30ste algemene congregatie bijeen. Vooral inwendige thema's waren er aan de orde (Geestelijk leven, gedachtegoed van Ignatius, jezuïetenbroeders, vorming, gehoorzaamheid, armoede, enz).

## Buitenverblijf
De gezondheidstoestand van Janssens liet een permanent verblijf in het stadscentrum van Rome niet toe en daarom werd een eigendom verworven in de Albaanse Heuvels waar niet alleen Janssens met zijn curie verbleef. De Villa Cavalletti groeide uit tot een retraiteoord voor de Romeinse jezuïeten, en docenten en studenten van de Pauselijke Universiteit Gregoriana.

## Laatste jaren
Toen zijn gezondheid achteruit ging, benoemde Janssens in 1960 de Canadees John Swain tot zijn algemeen vicaris.
In 1962 nam hij nog deel aan de eerste sessie van het Tweede Vaticaans Concilie en publiceerde nog op 8 december 1963 een brief aan zijn medebroeders, gewijd aan de gehoorzaamheid.
Hij overleed in Rome op 5 oktober 1964. De jezuïetenorde telde toen 35.968 leden, het hoogste aantal dat ooit werd bereikt.
In 1965 werd hij opgevolgd door Pedro Arrupe.